# Golful Guineei

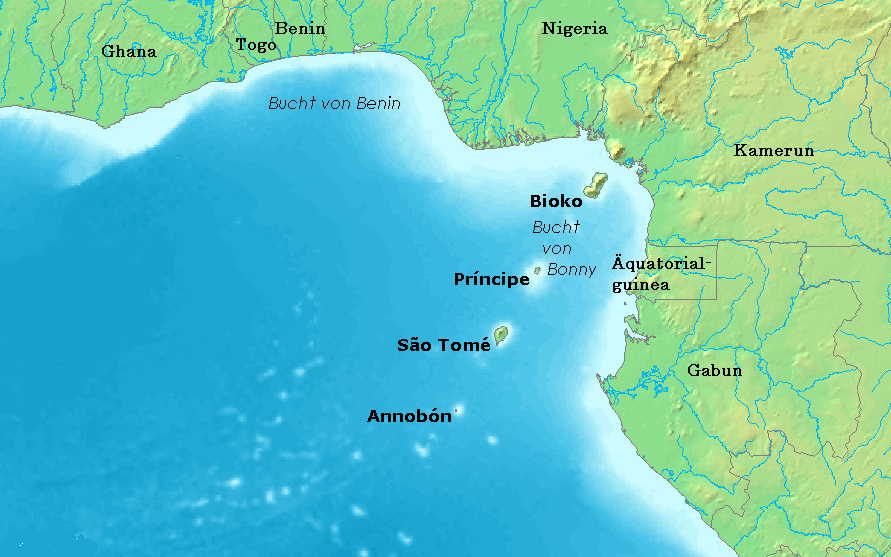
Situarea Golfului Guineii.

Golful Guineei este un golf al Oceanului Atlantic în sud-vestul Africii. Organizația Hidrografică Internațională definește limitele Golfului Guineei ca fiind Capul Palmas din Liberia în vest și Capul Lopez din Gabon în est. În trecut, partea sudică a Africii Occidentale, la nord de Golful Guineei, era denumită „Guineea Superioară”, în timp ce coasta de vest a Africii Centrale și de Sud era denumită „Guineea Inferioară”.
Originea denumirii „Guineea” este controversată, existând mai multe explicații posibile. Azi, numele „Guineea” se păstrează în denumirile a trei țări africane: Guineea, Guineea-Bissau și Guineea Ecuatorială.
Principalele insule din Golful Guineei sunt:
- Bioko, care aparține de Guineea Ecuatorială
- Annobon, care aparține de Guineea Ecuatorială
- São Tomé și Príncipe, un arhipelag care formează un stat independent

Principalele fluvii care se varsă în Golful Guineei sunt:
- Niger (care formează la vărsare o deltă uriașă)
- Volta
- Congo
- Gabon